# Кара кипчак Кобланды
Кара кипчак Кобланды (также Кара кыпчак Кобыланды; каз. Қара қыпшақ Қобыланды) — пьеса Мухтара Ауэзова. Авторские рукописи написаны в феврале — марте 1943. В литературно-мемориальном музее М. Ауэзова хранится оригинал драмы, написанный арабскими буквами (138 стр.). Последний вариант с большими изменениями напечатан латинскими буквами (138 стр.).
Пьеса написана на основе эпоса «Кобыланды батыр». Если в эпосе батыры — Казан и Кобикты, Алшагмр и Биршим-бай действуют разрозненно, то в пьесе их объединяет Кобикты. Борьба в драме начинается со столкновения Кобыланды и кыпчаков с предводителем врагов Кобикты-батыром. Батыры Казан и Алшагыр полностью подвластны Кобикты. В отличие от эпоса «Кобыланды батыр», в драме Ауэзова ярко выражен идеологический дух. В прежних эпосах Кобыланды о корыстной целью отправляется на завоевание мирно существовавшего народа Кобикты, а в драме он пытается вызволить из плена кыпчакских девушек, захваченных Кобикты. Персонажи и их имена взяты из эпоса. Автор изменил только имя Орака, изобразил его как молодого кыпчакского батыра по имени Барак (Шырак, Шуак). Впервые пьеса напечатана в 6-томном собрании сочинений М. Ауэзова (1955—1957).